# Dyspozycje
Niektóre z zamieszczonych tu informacji od 2019-01 wymagają weryfikacji.
Dokładniejsze informacje o tym, co należy poprawić, być może znajdują się w dyskusji tego artykułu.
 Po wyeliminowaniu niedoskonałości należy usunąć szablon {{Dopracować}} z tego artykułu.
Dyspozycje – istniejące w każdej jednostce wrodzone skłonności do podejmowania określonych czynności psychofizycznych, na których kształtowanie duży wpływ wywiera środowisko zewnętrzne. To określone warunki, które umożliwiają człowiekowi podejmowanie konkretnych działań i pozwalają na ich realizację.
W czytelnictwie i literaturze wyróżnia się dyspozycje motywacyjne i instrumentalne.

## Dyspozycje motywacyjne
Dyspozycje motywacyjne (kierunkowe) - zespół zachowań odbiorcy, nastawionego na osiągnięcie konkretnego celu, odpowiednio ułożonego i zmotywowanego różnymi bodźcami. Od obranych przez jednostkę motywów i procesów motywacyjnych zależy jaki kierunek działania zostanie przyjęty przez czytelnika. 
Dyspozycje motywacyjne są nastawione na kształtowanie emocjonalnej strony czytelnika. Określają kierunek aktywności jednostki. Są uznawane za akwizytory inicjujące zachowania czytelnicze. W ich skład wchodzi:
- system wartości (przekonanie o wartości pogłębianej lektury),
- cele,
- zamiłowanie do czytania,
- zainteresowania i ideały czytelnicze,
- potrzeba czytania[2].

Na podstawie dyspozycji motywacyjnych wyróżnia się 4 typy czytelników:
1. Odbiorca, dla którego lektura ma wartość uznawaną i odczuwaną. Aspekty te najbardziej sprzyjają rozwojowi zachowań czytelniczych. Wartości odczuwane są weryfikowane względem indywidualnych potrzeb użytkowników, a wartości uznawane opisują sytuację, w której jednostka podziela sądy otoczenia o wartości lektury, a jednocześnie podczas pierwszych doświadczeń lekturowych spostrzega, iż lektura zaspokaja jego określone potrzeby psychiczne.
2. Czytelnik, dla którego lektura stanowi wartość uznawaną, lecz nieodczuwaną. Jest to podejście zaburzające rozwój zachowań czytelniczych.
3. Odbiorca, dla którego lektura ma wartość nieuznawaną, lecz odczuwaną, co oznacza sytuację, w której czytelnik podziela opinie środowiska zewnętrznego dotyczące nieużyteczności tekstu, przy czym oddaje się czynności czytania, czerpiąc pożądane korzyści, tym samym odczuwając konieczność sięgania po lekturę.
4. Czytelnik nie odczuwa i nie uznaje konieczności czytania. Czytelnicy czytają wyłącznie pod presją, bądź nie czytają wcale. 

## Dyspozycje instrumentalne
Dyspozycje instrumentalne – zachowania, w których czytanie jest środkiem osiągnięcia celu utylitarnego, tzw. życiowego, jak zdobycie wykształcenia, dyplomu, sprostanie wymaganiom nauczycieli i zwierzchników, wykonywanie pracy zawodowej, naukowej, społecznej, rozwiązywanie różnych zadań praktycznych, uzyskanie prestiżu społecznego i akceptacji grupy odniesienia. W skład dyspozycji instrumentalnych wchodzą wszelkie sprawności dotyczące obchodzenia się z książką, a także wiedza na jej temat, która pozwala na rozwiązywanie określonych zadań przy pomocy wybranej przez czytelnika lektury.
Na dyspozycje instrumentalne składają się:
- umiejętności,
- doświadczenia,
- nawyki,
- wiedza,
- kompetencje czytelnicze[5].